# ELMO1

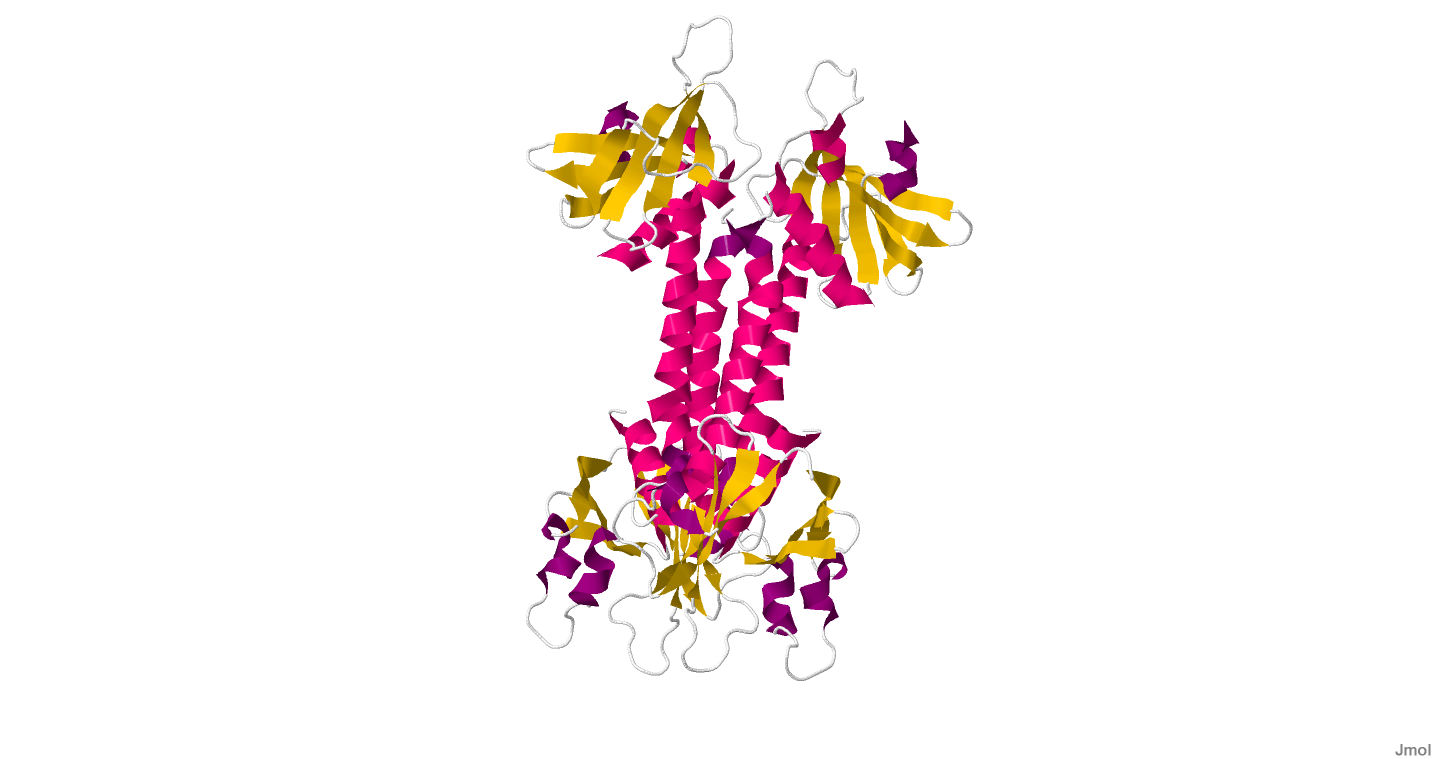
Proteína ELMO1 humana

ELMO1, al igual que DOCK2 es un gen que codifica para un factor de intercambio de nucleótidos de guanina que activa directamente a RAC1 mediante la unión de GTP.
El estudio del exoma y genoma del cáncer de esófago, ha revelado la presencia de mutaciones de ganancia de función en ELMO1, su sobreexpresión se ve relacionada con una mayor capacidad invasiva de hasta siete veces mayor (P = 0.0040, T-Student) en relación con la versión silvestre o “wild-type”. 
De entre las versiones mutadas de ELMO1, se destacan las posiciones p.K312E, p.F59L, p.K312T, p.K349R y p.T421N.